# Тумельтсхам
Тумельтсхам (нем. Tumeltsham) — община в Австрии, в федеральной земле Верхняя Австрия. 
Входит в состав округа Рид-им-Иннкрайс.  Население составляет 1511 человек (на 2012 год). Занимает площадь 9 км². Официальный код  —  41232.

## Политическая ситуация
Бургомистр общины — Эрвин Дирмайер (АНП) по результатам выборов 2009 года.
Совет представителей общины (нем. Gemeinderat) состоит из 19 мест.
- АНП занимает 11 мест.
- АПС занимает 4 места.
- Зелёные занимают 3 места.
- СДПА занимает 1 места.